# Mistrovství České republiky v orientačním běhu
Mistrovství České republiky v orientačním běhu se konají každoročně od roku 1993 a navazují na předchozí Mistrovství Československa.

## Konání Mistrovství České republiky
Mistrovství ČR probíhá každoročně jak v individuálních disciplínách tak týmových soutěží. Pořadatelství jednotlivých mistrovství přiděluje soutěžní komise sekce orientačního běhu Českého svazu orientačních sportů na základě výběrového řízení na pořadatele závodů.
Pořádání závodů je rozděleno mezi více pořadatelů, přičemž zpravidla v jarní části sezony probíhají mistrovství v nočním OB, ve sprintu, v knock-out sprintu, na krátké trati a sprintových štafet, v podzimní části sezony pak mistrovství na klasické trati, štafet a klubů a oblastních výběrů.
Struktura jednotlivých disciplín se postupně vyvíjí a kopíruje disciplíny Mistrovství světa v orientačním běhu pořádané IOF.
| Konání jednotlivých disciplín na Mistrovství ČR v průběhu let | Konání jednotlivých disciplín na Mistrovství ČR v průběhu let | Konání jednotlivých disciplín na Mistrovství ČR v průběhu let | Konání jednotlivých disciplín na Mistrovství ČR v průběhu let | Konání jednotlivých disciplín na Mistrovství ČR v průběhu let | Konání jednotlivých disciplín na Mistrovství ČR v průběhu let | Konání jednotlivých disciplín na Mistrovství ČR v průběhu let | Konání jednotlivých disciplín na Mistrovství ČR v průběhu let | Konání jednotlivých disciplín na Mistrovství ČR v průběhu let | Konání jednotlivých disciplín na Mistrovství ČR v průběhu let | Konání jednotlivých disciplín na Mistrovství ČR v průběhu let | Konání jednotlivých disciplín na Mistrovství ČR v průběhu let | Konání jednotlivých disciplín na Mistrovství ČR v průběhu let | Konání jednotlivých disciplín na Mistrovství ČR v průběhu let | Konání jednotlivých disciplín na Mistrovství ČR v průběhu let | Konání jednotlivých disciplín na Mistrovství ČR v průběhu let | Konání jednotlivých disciplín na Mistrovství ČR v průběhu let | Konání jednotlivých disciplín na Mistrovství ČR v průběhu let | Konání jednotlivých disciplín na Mistrovství ČR v průběhu let | Konání jednotlivých disciplín na Mistrovství ČR v průběhu let | Konání jednotlivých disciplín na Mistrovství ČR v průběhu let | Konání jednotlivých disciplín na Mistrovství ČR v průběhu let | Konání jednotlivých disciplín na Mistrovství ČR v průběhu let | Konání jednotlivých disciplín na Mistrovství ČR v průběhu let | Konání jednotlivých disciplín na Mistrovství ČR v průběhu let | Konání jednotlivých disciplín na Mistrovství ČR v průběhu let | Konání jednotlivých disciplín na Mistrovství ČR v průběhu let | Konání jednotlivých disciplín na Mistrovství ČR v průběhu let | Konání jednotlivých disciplín na Mistrovství ČR v průběhu let | Konání jednotlivých disciplín na Mistrovství ČR v průběhu let | Konání jednotlivých disciplín na Mistrovství ČR v průběhu let | Konání jednotlivých disciplín na Mistrovství ČR v průběhu let | Konání jednotlivých disciplín na Mistrovství ČR v průběhu let | Konání jednotlivých disciplín na Mistrovství ČR v průběhu let |
| Mistrovství                                                   | 93                                                            | 94                                                            | 95                                                            | 96                                                            | 97                                                            | 98                                                            | 99                                                            | 00                                                            | 01                                                            | 02                                                            | 03                                                            | 04                                                            | 05                                                            | 06                                                            | 07                                                            | 08                                                            | 09                                                            | 10                                                            | 11                                                            | 12                                                            | 13                                                            | 14                                                            | 15                                                            | 16                                                            | 17                                                            | 18                                                            | 19                                                            | 20                                                            | 21                                                            | 22                                                            | 23                                                            | 24                                                            | 25                                                            |
| ------------------------------------------------------------- | ------------------------------------------------------------- | ------------------------------------------------------------- | ------------------------------------------------------------- | ------------------------------------------------------------- | ------------------------------------------------------------- | ------------------------------------------------------------- | ------------------------------------------------------------- | ------------------------------------------------------------- | ------------------------------------------------------------- | ------------------------------------------------------------- | ------------------------------------------------------------- | ------------------------------------------------------------- | ------------------------------------------------------------- | ------------------------------------------------------------- | ------------------------------------------------------------- | ------------------------------------------------------------- | ------------------------------------------------------------- | ------------------------------------------------------------- | ------------------------------------------------------------- | ------------------------------------------------------------- | ------------------------------------------------------------- | ------------------------------------------------------------- | ------------------------------------------------------------- | ------------------------------------------------------------- | ------------------------------------------------------------- | ------------------------------------------------------------- | ------------------------------------------------------------- | ------------------------------------------------------------- | ------------------------------------------------------------- | ------------------------------------------------------------- | ------------------------------------------------------------- | ------------------------------------------------------------- | ------------------------------------------------------------- |
| MČR na klasické trati                                         |                                                               |                                                               |                                                               |                                                               |                                                               |                                                               |                                                               |                                                               |                                                               |                                                               |                                                               |                                                               |                                                               |                                                               |                                                               |                                                               |                                                               |                                                               |                                                               |                                                               |                                                               |                                                               |                                                               |                                                               |                                                               |                                                               |                                                               |                                                               |                                                               |                                                               |                                                               |                                                               |                                                               |
| MČR na krátké trati                                           |                                                               |                                                               |                                                               |                                                               |                                                               |                                                               |                                                               |                                                               |                                                               |                                                               |                                                               |                                                               |                                                               |                                                               |                                                               |                                                               |                                                               |                                                               |                                                               |                                                               |                                                               |                                                               |                                                               |                                                               |                                                               |                                                               |                                                               |                                                               |                                                               |                                                               |                                                               |                                                               |                                                               |
| MČR ve sprintu                                                |                                                               |                                                               |                                                               |                                                               |                                                               |                                                               |                                                               |                                                               |                                                               |                                                               |                                                               |                                                               |                                                               |                                                               |                                                               |                                                               |                                                               |                                                               |                                                               |                                                               |                                                               |                                                               |                                                               |                                                               |                                                               |                                                               |                                                               |                                                               |                                                               |                                                               |                                                               |                                                               |                                                               |
| MČR v knock-out sprintu                                       |                                                               |                                                               |                                                               |                                                               |                                                               |                                                               |                                                               |                                                               |                                                               |                                                               |                                                               |                                                               |                                                               |                                                               |                                                               |                                                               |                                                               |                                                               |                                                               |                                                               |                                                               |                                                               |                                                               |                                                               |                                                               |                                                               |                                                               |                                                               |                                                               |                                                               |                                                               |                                                               |                                                               |
| MČR na dlouhé trati                                           |                                                               |                                                               |                                                               |                                                               |                                                               |                                                               |                                                               |                                                               |                                                               |                                                               |                                                               |                                                               |                                                               |                                                               |                                                               |                                                               |                                                               |                                                               |                                                               |                                                               |                                                               |                                                               |                                                               |                                                               |                                                               |                                                               |                                                               |                                                               |                                                               |                                                               |                                                               |                                                               |                                                               |
| MČR v nočním OB                                               |                                                               |                                                               |                                                               |                                                               |                                                               |                                                               |                                                               |                                                               |                                                               |                                                               |                                                               |                                                               |                                                               |                                                               |                                                               |                                                               |                                                               |                                                               |                                                               |                                                               |                                                               |                                                               |                                                               |                                                               |                                                               |                                                               |                                                               |                                                               |                                                               |                                                               |                                                               |                                                               |                                                               |
| MČR sprintových štafet                                        |                                                               |                                                               |                                                               |                                                               |                                                               |                                                               |                                                               |                                                               |                                                               |                                                               |                                                               |                                                               |                                                               |                                                               |                                                               |                                                               |                                                               |                                                               |                                                               |                                                               |                                                               |                                                               |                                                               |                                                               |                                                               |                                                               |                                                               |                                                               |                                                               |                                                               |                                                               |                                                               |                                                               |
| MČR štafet                                                    |                                                               |                                                               |                                                               |                                                               |                                                               |                                                               |                                                               |                                                               |                                                               |                                                               |                                                               |                                                               |                                                               |                                                               |                                                               |                                                               |                                                               |                                                               |                                                               |                                                               |                                                               |                                                               |                                                               |                                                               |                                                               |                                                               |                                                               |                                                               |                                                               |                                                               |                                                               |                                                               |                                                               |
| MČR klubů a oblastních výběrů                                 |                                                               |                                                               |                                                               |                                                               |                                                               |                                                               |                                                               |                                                               |                                                               |                                                               |                                                               |                                                               |                                                               |                                                               |                                                               |                                                               |                                                               |                                                               |                                                               |                                                               |                                                               |                                                               |                                                               |                                                               |                                                               |                                                               |                                                               |                                                               |                                                               |                                                               |                                                               |                                                               |                                                               |

Pro jednotlivé kategorie jsou stanoveny směrné časy, které jsou při stavbě tratí závazné. Délka tratí je potom daná typem a obtížností terénu.
| MČR na klasické trati   | 40 min. | 50 min. | 55 min. | 70 min. | 50 min. | 60 min. | 70 min. | 95 min. |
| MČR na krátké trati     | 25 min. | 25 min. | 25 min. | 35 min. | 25 min. | 25 min. | 25 min. | 35 min. |
| MČR ve sprintu          | 12 min. | 12 min. | 12 min. | 12 min. | 12 min. | 12 min. | 12 min. | 12 min. |
| MČR v knock-out sprintu | -       | -       | -       | 11 min. | -       | -       | -       | 11 min. |
| MČR v nočním OB         | 30 min. | 40 min. | 45 min. | 55 min. | 40 min. | 50 min. | 60 min. | 70 min. |

## Mistrovství České republiky

### Mistrovství České republiky v orientačním běhu na klasické trati
Mistrovství na klasické trati je pořádáno každoročně od roku 1993. Jedná se o nejstarší disciplínu, která je považována za nejryzejší formu orientačního běhu. Do roku 2000 probíhal závod bez kvalifikace v jeden den, od roku 2001 je první den kvalifikace na finále, které se běží druhý den a rozdělí závodníky do finále A-D. Mistrem ČR je vždy vítěz finále A. Kvalifikace je z důvodu velkého počtu startujících (v dospělých má právo startu prvních 200 závodníků aktuálního Rankingu) a také z důvodu stejného modelu (kvalifikace a finále) na mistrovství světa.

### Mistrovství České republiky v orientačním běhu na krátké trati
Mistrovství České republiky v orientačním běhu na klasické trati je pořádáno každoročně od roku 1993. Jedná se o nejstarší disciplínu, která je považována za nejryzejší formu orientačního běhu. V současné době jde o dvoudenní závod, přičemž první den je kvalifikace do finále, které se běží den druhý. Kvalifikace je z důvodu velkého počtu startujících (v dospělých má právo startu prvních 200 závodníků aktuálního Rankingu) a také z důvodu stejného modelu (kvalifikace a finále) na mistrovství světa.

### Mistrovství České republiky v orientačním běhu ve sprintu
Mistrovství České republiky v orientačním běhu ve sprintu je pořádáno každoročně od roku 1999. Jde o mladou disciplínu tohoto sportu a zpravidla se běhá v centrech měst a na jejich sídlištích, v parcích a přilehlých lesích. Díky atraktivním prvkům (krátké startovní pole, minutový interval, trať vítěze do 15 minut) bývá ze závodů také televizní přenos hlavních kategorií.

### Mistrovství České republiky v orientačním běhu v knock-out sprintu
Mistrovství České republiky v orientačním běhu ve knock-out sprintu je pořádáno každoročně od roku 2023. Jedná se vyřazovací vícekolový závod probíhající v jednom dni. Finálový závod s hromadným startem běží 6 nejlepších, kteří postupně projdou vyřazovacím sítem až finále. Závod je od roku 2022 součástí mistrovství světa.

### Mistrovství České republiky v orientačním běhu na dlouhé trati
Mistrovství České republiky v orientačním běhu na dlouhé trati bylo pořádáno každoročně od roku 1993 do roku 2010. Zrušení tohoto mistrovství bylo z důvodu nízké účasti startujících a také nahrazením této disciplíny jinými.

### Mistrovství České republiky v nočním orientačním běhu
Mistrovství České republiky v nočním orientačním běhu je pořádáno každoročně od roku 1993. Obtížnost závodů je dána jeho noční formou, přičemž součástí vybavení závodníka je světlo, zpravidla čelovka. Díky technologickému vývoji v oblasti LED diod a akumulátorů je tato disciplína stále populárnější, neboť výkonné světlo je běžně dostupné a oproti dřívější době nemá tak velký vliv na výsledky.

### Mistrovství České republiky v orientačním běhu sprintových štafet
Mistrovství České republiky v orientačním běhu sprintových smíšených štafet je pořádáno každoročně od roku 2014, kdy byla tato soutěž zařazena na mistrovství světa. Jde o velmi mladou disciplínu tohoto sportu a podobně jako individuální sprint se zpravidla běhá v centrech měst, na jejich sídlištích, v parcích a přilehlých lesích. Vznik této disciplíny podnítil divácký úspěch individuálních sprintů a jejich popularita v jiných sportech (např. biatlon).

## Nejúspěšnější závodníci v kategorii dospělých
Pořadí závodníků podle získaných medailí (tzv. olympijského hodnocení) ve všech disciplínách MČR v kategorii dospělí (D21 – ženy a H21 – muži) v individuálních disciplínách od roku 1993. Uvedeni jsou závodníci, kteří získali alespoň jednu zlatou medaili.
Aktualizace 2.8.2025
| Medailové pořadí závodníků na MČR | Medailové pořadí závodníků na MČR | Medailové pořadí závodníků na MČR | Medailové pořadí závodníků na MČR | Medailové pořadí závodníků na MČR |
| Jméno                             | 1. místo                          | 2. místo                          | 3. místo                          | Celkem                            |
| --------------------------------- | --------------------------------- | --------------------------------- | --------------------------------- | --------------------------------- |
| Rudolf Ropek                      | 20                                | 3                                 | 3                                 | 26                                |
| Dana Šafka Brožková               | 16                                | 8                                 | 4                                 | 28                                |
| Denisa Kosová                     | 16                                | 7                                 | 2                                 | 25                                |
| Tomáš Křivda                      | 14                                | 3                                 |                                   | 17                                |
| Vojtěch Král                      | 12                                | 7                                 | 4                                 | 23                                |
| Miloš Nykodým                     | 11                                | 10                                | 10                                | 31                                |
| Jana Bruková-Cieslarová           | 10                                | 4                                 | 1                                 | 15                                |
| Zdenka Kozáková-Stará             | 9                                 | 8                                 | 3                                 | 20                                |
| Zuzana Jedličková-Stehnová        | 8                                 | 4                                 | 3                                 | 15                                |
| Tomáš Dlabaja                     | 8                                 | 3                                 | 4                                 | 15                                |
| Michal Jedlička                   | 7                                 | 6                                 | 3                                 | 16                                |
| Iveta Šístková-Duchová            | 6                                 | 6                                 | 6                                 | 18                                |
| Vendula Horčičková                | 6                                 | 4                                 | 5                                 | 15                                |
| Jan Procházka                     | 5                                 | 11                                | 6                                 | 22                                |
| Michal Horáček                    | 5                                 | 6                                 |                                   | 11                                |
| Jan Šedivý                        | 5                                 | 5                                 | 6                                 | 16                                |
| Michal Smola                      | 5                                 | 5                                 | 4                                 | 14                                |
| Jana Knapová                      | 5                                 | 5                                 | 3                                 | 13                                |
| Libor Zřídkaveselý                | 4                                 | 8                                 | 3                                 | 15                                |
| Mária Kovaříková-Honzová          | 4                                 | 5                                 | 2                                 | 11                                |
| Iveta Navrátilová-Liberdová       | 4                                 | 4                                 | 2                                 | 10                                |
| Radka Brožková                    | 4                                 | 4                                 | 1                                 | 9                                 |
| Osvald Kozák                      | 4                                 | 2                                 | 3                                 | 9                                 |
| Petr Henych                       | 4                                 | 1                                 | 2                                 | 7                                 |
| Tereza Janošíková                 | 4                                 | 1                                 | 2                                 | 7                                 |
| Martina Zvěřinová-Dočkalová       | 3                                 | 5                                 | 6                                 | 14                                |
| Marcela Kilarská-Kubatková        | 3                                 | 4                                 | 1                                 | 8                                 |
| Petr Losman                       | 3                                 | 3                                 | 6                                 | 12                                |
| Marta Lučanová-Štěrbová           | 3                                 | 2                                 | 4                                 | 9                                 |
| Eva Kabáthová                     | 3                                 | 2                                 | 2                                 | 7                                 |
| Petr Utinek                       | 3                                 | 1                                 | 1                                 | 5                                 |
| Adéla Finstrlová                  | 2                                 | 6                                 | 6                                 | 14                                |
| Jan Petržela                      | 2                                 | 3                                 | 3                                 | 8                                 |
| Tomáš Prokeš                      | 2                                 | 3                                 |                                   | 5                                 |
| Olga Lepšíková-Jirsová            | 2                                 | 2                                 | 5                                 | 9                                 |
| Pavel Kubát                       | 2                                 | 2                                 | 4                                 | 8                                 |
| Adam Chromý                       | 2                                 | 2                                 | 2                                 | 6                                 |
| Jaromír Švihovský                 | 2                                 | 2                                 | 1                                 | 5                                 |
| Štěpán Kodeda                     | 2                                 | 1                                 |                                   | 3                                 |
| Kamila Gregorová-Jirků            | 2                                 |                                   | 3                                 | 5                                 |
| Vendula Haldin-Klechová           | 2                                 |                                   | 2                                 | 4                                 |
| Kateřina Mikšová                  | 2                                 |                                   | 1                                 | 3                                 |
| Jakub Glonek                      | 2                                 |                                   | 1                                 | 3                                 |
| Michaela Omová                    | 1                                 | 3                                 | 2                                 | 6                                 |
| Eva Pekárková-Šichnárková         | 1                                 | 3                                 | 1                                 | 5                                 |
| Šárka Valášková-Burýšková         | 1                                 | 3                                 | 1                                 | 5                                 |
| Vladimír Lučan                    | 1                                 | 3                                 | 1                                 | 5                                 |
| Marcela Klapalová                 | 1                                 | 3                                 |                                   | 4                                 |
| Martin Sadílek                    | 1                                 | 2                                 | 3                                 | 6                                 |
| Petr Vavrys                       | 1                                 | 2                                 | 3                                 | 6                                 |
| Luboš Matějů                      | 1                                 | 2                                 | 3                                 | 6                                 |
| David Hepner                      | 1                                 | 2                                 | 2                                 | 5                                 |
| Adélka Bogarová                   | 1                                 | 2                                 |                                   | 3                                 |
| Barbora Hrušková                  | 1                                 | 2                                 |                                   | 3                                 |
| Bohdana Heczková-Térová           | 1                                 | 2                                 |                                   | 3                                 |
| Monika Rollier-Topinková          | 1                                 | 1                                 | 4                                 | 6                                 |
| Marek Prášil                      | 1                                 | 1                                 | 4                                 | 6                                 |
| Petra Novotná-Wágnerová           | 1                                 | 1                                 | 3                                 | 5                                 |
| Daniel Vandas                     | 1                                 | 1                                 | 2                                 | 4                                 |
| Kristýna Bořánková-Šimůnková      | 1                                 | 1                                 | 1                                 | 3                                 |
| Lucie Semíková                    | 1                                 | 1                                 | 1                                 | 3                                 |
| Martin Štěpánek                   | 1                                 | 1                                 |                                   | 2                                 |
| Adam Chloupek                     | 1                                 | 1                                 |                                   | 2                                 |
| Pavel Košárek                     | 1                                 | 1                                 |                                   | 2                                 |
| Lucie Krafková                    | 1                                 | 1                                 |                                   | 2                                 |
| Michal Besta                      | 1                                 | 1                                 |                                   | 2                                 |
| Tereza Čechová                    | 1                                 | 1                                 |                                   | 2                                 |
| Barbora Matějková                 | 1                                 | 1                                 |                                   | 2                                 |
| Radovan Čech                      | 1                                 |                                   | 5                                 | 6                                 |
| Lenka Mechlová                    | 1                                 |                                   | 4                                 | 5                                 |
| Romana Mrázková-Kalenská          | 1                                 |                                   | 2                                 | 3                                 |
| Jan Mrázek                        | 1                                 |                                   | 2                                 | 3                                 |
| Barbora Chaloupská                | 1                                 |                                   | 2                                 | 3                                 |
| Baptiste Rollier                  | 1                                 |                                   | 1                                 | 2                                 |
| Renata Havrdová                   | 1                                 |                                   | 1                                 | 2                                 |
| Dagmar Podmolíková-Musilová       | 1                                 |                                   | 1                                 | 2                                 |
| Pavel Žemlík                      | 1                                 |                                   | 1                                 | 2                                 |
| Martin Janata                     | 1                                 |                                   | 1                                 | 2                                 |
| Eva Juřeníková                    | 1                                 |                                   | 1                                 | 2                                 |
| Jan Strýček                       | 1                                 |                                   |                                   | 1                                 |
| Markéta Mulíčková                 | 1                                 |                                   |                                   | 1                                 |
| Pavla Fialová                     | 1                                 |                                   |                                   | 1                                 |
| Éva Makrai                        | 1                                 |                                   |                                   | 1                                 |
| Jindra Hlavová                    | 1                                 |                                   |                                   | 1                                 |
| Tomáš Zakouřil                    | 1                                 |                                   |                                   | 1                                 |
| Lenka Poklopová                   | 1                                 |                                   |                                   | 1                                 |
| Radka Novotná                     | 1                                 |                                   |                                   | 1                                 |
| Marian Dávidík                    | 1                                 |                                   |                                   | 1                                 |